# جزيرة أبو منقار
جزر أبو منقار هي جزر في البحر الأحمر وتقع أمام ساحل الغردقة وتبلغ مساحتها أقل من 2 كم2 وهي جزيرة مستوية السطح ومنخفضة المنسوب 2 متر تغطى سطحها تكوينات مرجانية ورمال عضوية.